# Hugo Ibarra
Hugo Benjamín Ibarra (El Colorado, 1 de abril de 1974) é um ex-futebolista e atual treinador argentino que atuava como lateral-direito, podendo também desempenhar funções de lateral-esquerdo e de extremo-direito. Atualmente está sem clube.

## Carreira
Nascido no departamento de Pirané, província de Formosa, Ibarra foi para a província de Santa Fé para começar a jogar em Colón. Era um time da segunda divisão quando ele começou a jogar profissionalmente em 1993, mas dois anos depois o time foi promovido à primeira divisão. Seu desempenho chamou a atenção do Boca Juniors,
e ele foi transferido para o clube que ele posteriormente se referiu como "minha casa".
Depois de três temporadas de sucesso no Boca, Ibarra se mudou para a Europa. O jogador assinou pelo Porto a troco de 1,775 milhões de escudos (cerca de 8.85 milhões de euros), mas não surpreendeu na 1ª época, onde a equipa por completo não atingiu os objetivos. Acrescentando a isto o facto de não ter passaporte europeu, Ibarra foi emprestado ao Boca Juniors depois de jogar sua primeira temporada no FC Porto. Durante essa época, o jogador venceu a Copa Libertadores 2003. O Porto emprestou-o ao francês Mónaco FC na época 2003/04, tendo chegado à final da Liga dos Campeões, perdendo contra a equipa que o tinha emprestado por 3-0.
Na época seguinte foi emprestado ao Espanyol. No final desse empréstimo, o jogador terminou contrato com os dragões e regressou ao Boca Juniors, tendo permanecido até 2010.
El Negro jogou seis partidas pela seleção argentina de futebol, incluindo a Copa América 1999.
Em julho de 2005, depois de algumas negociações difíceis devido à crise econômica na Argentina, Hugo Ibarra voltou para o Boca Juniors, seu último time. Em 18 de abril de 2007, ele voltou à seleção argentina de futebol, como capitão da Argentina, para jogar um amistoso contra o Chile.
Em setembro de 2010, ele anunciou sua aposentadoria do futebol profissional.
Ibarra integrou a Seleção Argentina de Futebol na Copa América de 1999 e 2007.
Durante muito tempo, foi um símbolo do Boca Juniors, participando de grandes conquistas pelo clube e se tornando um ídolo da torcida xeneize. Aposentou-se do futebol em 2010.

## Estatísticas
| Equipe                   | Divisão               | Temporada             | Liga     | Liga | Copa Nacional | Copa Nacional | Copa Internacional | Copa Internacional | Total    | Total |
| Equipe                   | Divisão               | Temporada             | Partidas | Gols | Partidas      | Gols          | Partidas           | Gols               | Partidas | Gols  |
| Colón · Argentina        | 2.ª                   | 1993-94               | 15       | 2    | -             | -             | -                  | -                  | 15       | 2     |
| Colón · Argentina        | 2.ª                   | 1994-95               | 45       | 1    | -             | -             | -                  | -                  | 45       | 1     |
| Colón · Argentina        | 1.ª                   | 1995-96               | 29       | 0    | -             | -             | -                  | -                  | 0        | 0     |
| Colón · Argentina        | 1.ª                   | 1996-97               | 35       | 4    | -             | -             | -                  | -                  | 35       | 4     |
| Colón · Argentina        | 1.ª                   | 1997-98               | 16       | 1    | -             | -             | 10                 | 1                  | 26       | 2     |
| Colón · Argentina        | Total                 | Total                 | 140      | 8    | -             | -             | 10                 | 1                  | 150      | 9     |
| Boca Juniors · Argentina | 1.ª                   | 1998-99               | 25       | 0    | -             | -             | -                  | -                  | 25       | 0     |
| Boca Juniors · Argentina | 1.ª                   | 1999-00               | 31       | 0    | -             | -             | -                  | -                  | 31       | 0     |
| Boca Juniors · Argentina | 1.ª                   | 2000-01               | 29       | 2    | -             | -             | -                  | -                  | 29       | 2     |
| Boca Juniors · Argentina | Total                 | Total                 | 85       | 2    | -             | -             | 47                 | 1                  | 132      | 3     |
| Porto · Portugal         | 1.ª                   | 2001-02               | 20       | 0    | 3             | 0             | 12                 | 0                  | 35       | 0     |
| Porto · Portugal         | Total                 | Total                 | 20       | 0    | 3             | 0             | 12                 | 0                  | 35       | 0     |
| Boca Juniors · Argentina | 1.ª                   | 2002-03               | 25       | 4    | -             | -             | 2                  | 0                  | 27       | 4     |
| Boca Juniors · Argentina | Total                 | Total                 | 25       | 4    | -             | -             | 2                  | 0                  | 27       | 4     |
| Mónaco · França          | 1.ª                   | 2003-04               | 25       | 0    | 2             | 0             | 10                 | 1                  | 37       | 1     |
| Mónaco · França          | Total                 | Total                 | 25       | 0    | 2             | 0             | 10                 | 1                  | 37       | 1     |
| Español · Espanha        | 1.ª                   | 2004-05               | 31       | 1    | 0             | 0             | -                  | -                  | 31       | 1     |
| Español · Espanha        | Total                 | Total                 | 31       | 1    | 0             | 0             | -                  | -                  | 31       | 1     |
| Boca Juniors · Argentina | 1.ª                   | 2005-06               | 24       | 1    | -             | -             | 6                  | 0                  | 30       | 1     |
| Boca Juniors · Argentina | 1.ª                   | 2006-07               | 26       | 2    | -             | -             | 15                 | 1                  | 41       | 3     |
| Boca Juniors · Argentina | 1.ª                   | 2007-08               | 22       | 0    | -             | -             | 7                  | 0                  | 29       | 0     |
| Boca Juniors · Argentina | 1.ª                   | 2008-09               | 29       | 0    | -             | -             | 8                  | 0                  | 37       | 0     |
| Boca Juniors · Argentina | 1.ª                   | 2009-10               | 25       | 0    | -             | -             | 2                  | 0                  | 27       | 0     |
| Boca Juniors · Argentina | Total                 | Total                 | 126      | 3    | -             | -             | 38                 | 1                  | 164      | 4     |
| Total em sua carreira    | Total em sua carreira | Total em sua carreira | 452      | 18   | 5             | 0             | 119                | 4                  | 576      | 22    |

## Títulos

### Como jogador
Boca Juniors
- Campeonato Argentino (Apertura): 1998, 2005 e 2008
- Campeonato Argentino (Clausura): 1999 e 2006
- Copa Libertadores da América: 2000, 2001, 2003 e 2007
- Copa Sul-Americana: 2004 e 2005
- Recopa Sul-Americana: 2005, 2006 e 2008
- Mundial Interclubes: 2000

Porto
- Supertaça de Portugal: 2001, 2002

### Como treinador
Boca Juniors
- Campeonato Argentino: 2022
- Supercopa Argentina: 2022